# Tongafluiter
De tongafluiter (Pachycephala jacquinoti) is een zangvogel uit de familie Pachycephalidae (dikkoppen en fluiters). Deze vogel is genoemd naar de Franse natuuronderzoeker Honoré Jacquinot.

## Verspreiding en leefgebied
Deze soort is endemisch op de eilandengroep Vava'u in het noorden van Tonga in Polynesië.

## Status
De grootte van de populatie is niet gekwantificeerd maar de soort wordt omschreven als algemeen in de wat oudere bossen. Er zijn geen aanwijzingen dat de aantallen achteruitgaan maar omdat het verspreidingsgebied erg klein is heeft deze soort op de Rode lijst van de IUCN de status gevoelig.